# Witten-See

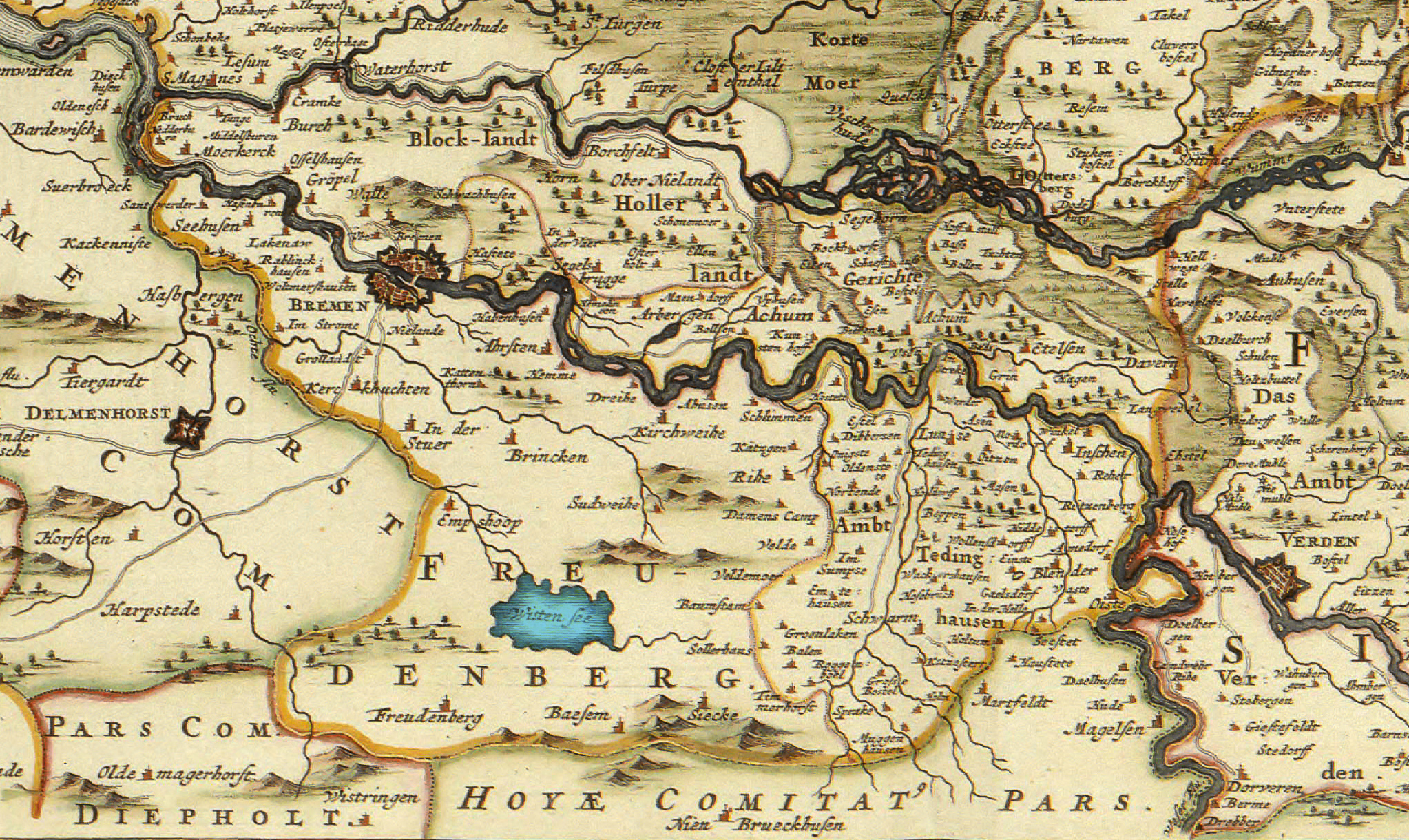
Ausschnitt aus einer Karte von Frederik de Wit (1688). Der See ist zur Hervorhebung blau nachkoloriert.

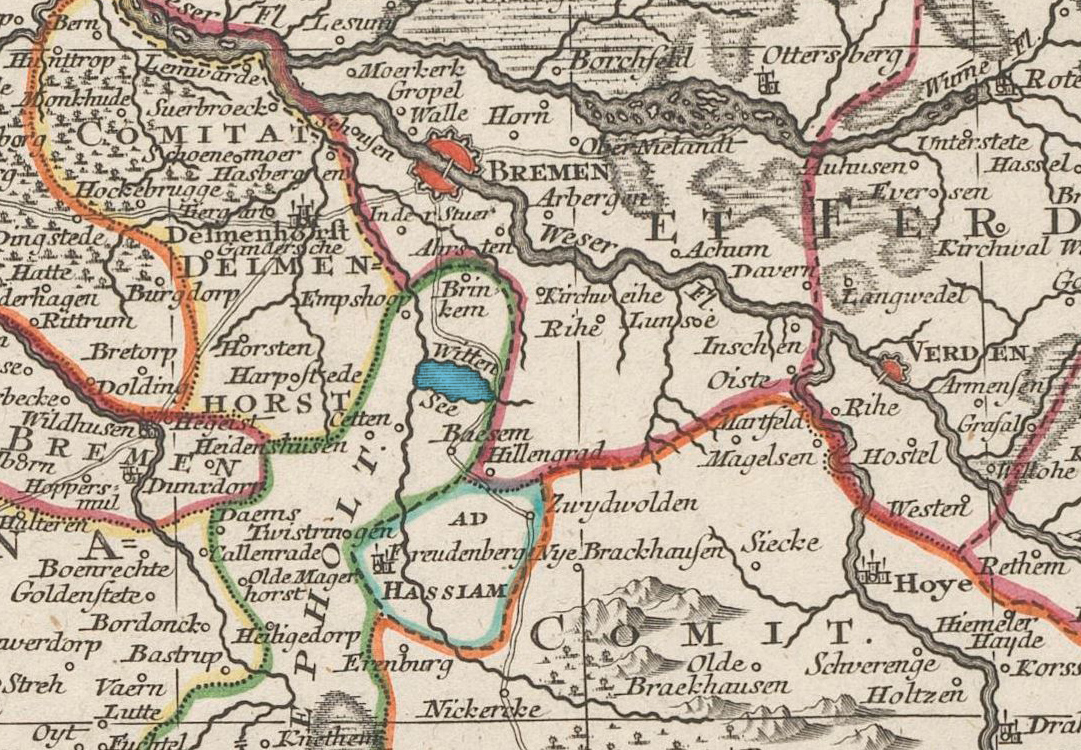
Ausschnitt aus einer Karte von Tobias Conrad Lotter (1758). Der See ist zur Hervorhebung blau nachkoloriert.

Der Witten-See war ein großer Flachwassersee südlich oder südöstlich der nordwestdeutschen Stadt Bremen und am Nordrand der Syker Geest. Er lag im heutigen niedersächsischen Landkreis Diepholz und verschwand vermutlich Ende des 18. Jahrhunderts.

## Lage
Auf zwei von Frederik de Wit in den Jahren 1655 und 1688 angefertigten Karten des Reichsterritoriums Bremen-Verden ist der See jeweils dem Amt Freudenberg zugeordnet. Die nächsten bezeichneten Orte (allerdings mit einigem Abstand zum See und bei geographisch sehr ungenauen Angaben) sind Freudenberg im Südwesten, Bassum und Syke im Südosten, Sudweyhe im Nordosten sowie Erichshof im Nordwesten.
Eine von Tobias Conrad Lotter im Jahr 1758 publizierte Karte verortet den See im Norden der Grafschaft Diepholz. Die nächsten bezeichneten Ortschaften sind diesmal Cetten im Südwesten, Bassum im Süden sowie Erichshof im Nordwesten. Im gleichen Jahr erschien in Julien Roch-Josephs Atlas topographique et militaire eine Karte von Johann Caspar Eisenschmidt, der allerdings bereits 46 Jahre zuvor gestorben war. Hier ist der nächste Ort Syke unmittelbar südlich des Sees.
Auf allen Karten wird der See von mindestens einem Bach durchflossen, der in späteren Publikationen – allerdings nie in den Karten selbst – „Varlerbach“ genannt wird. Frederik de Wit stellt lediglich einen sehr kurzen Zufluss aus östlicher Richtung dar, der nördlich von Syke entspringt, den See an dessen nordwestlicher Ecke wieder verlässt und später in Strom linksseitig der Ochtum zufließt. Dieser kurze östliche Bach existiert auch auf Lotters Karte, nicht aber bei Eisenschmidt. In beiden Fällen ist jedoch ein längerer bogenförmig aus dem Südosten kommender Bach der Hauptzufluss. Er mündet in der südwestlichen Ecke des Sees und verlässt ihn auf dem gleichen Wege wie bei de Wit. Auch der weitere Verlauf ist identisch. Seine Quelle hat er auf beiden Karten (Lotter und Eisenschmidt) südwestlich von Altbruchhausen, dessen Lage allerdings in beiden Fällen fehlerhaft eingezeichnet ist. Der Verlauf – flussaufwärts des Sees vorbei an Neuenkirchen, Ehrenburg, Freudenberg und westlich entlang des Ortskerns von Bassums sowie flussabwärts zur Ochtum bei Strom – und seine Namensgebung deuten darauf hin, dass es sich beim „Varlerbach“ um die historische Bezeichnung für die Varreler Bäke handelt. Während heutzutage nur noch der etwa sechs Kilometer lange letzte Abschnitt dieses Baches vor der Einmündung in die Ochtum diesen Namen trägt, bezog er sich früher auf das gesamte Flusssystem inklusive des Oberlaufes, der inzwischen als Klosterbach bekannt ist. Demnach durchfloss der Klosterbach den Witten-See. Es ist noch darauf hinzuweisen, dass die ebenfalls in Nord-Süd-Richtung orientierten Quellflüsse der Ochtum (Hache und Süstedter Bach) östlich parallel zum Klosterbach verlaufen, auf den Karten jedoch nicht oder nur unzureichend eingezeichnet sind. Ein östlicher Zufluss des Sees erscheint unwahrscheinlich, da dieser Bach die beiden hätte kreuzen müssen.

## Forschung
Der Pädagoge Wilhelm Christian Müller erwähnte den Witten-See 1809 im zweiten Band seines Buches Versuch einer allgemeinen pragmatischen Elementarschule. Er schilderte darin, dass er sich mit seinen Schülern im Dorf Varlgraben befand:
„Erst wollten wir noch weiter an dem Flüsschen hinauf, der, wie auf den Landkarten steht, aus dem Wittensee seinen Ursprung nimmt, um auch einen natürlichen Landsee zu sehen.“
Wie an Müllers Formulierung ersichtlich, wanderte die Gruppe schließlich doch nicht flussaufwärts. Er selbst kannte den See offenbar nicht aus eigener Anschauung, sondern nur aus Karten. Ob das Gewässer zu diesem Zeitpunkt überhaupt noch existierte, ist unklar. Knapp zehn Jahre später fand der See Erwähnung in zwei englischen Lexika – in A Geographical Dictionary, or Universal Gazetteer von Joseph Emerson Worcester (2. Band, 1817) sowie in The Cyclopædia; or, Universal Dictionary of Arts, Sciences, and Literature von Abraham Rees (38. Band, 1819). In beiden Fällen handelte es sich um sehr kurze Einträge, die den See lediglich im „Herzogtum Bremen“ verorteten und angaben, er befände sich etwa zehn Meilen südöstlich von Bremen.
In den Abhandlungen des Naturwissenschaftlichen Vereins zu Bremen berichtete der Arzt und Botaniker Wilhelm Olbers Focke im Jahr 1893 über den See. Ausgehend von Lotters Karte schätzte Focke, dass das Gewässer etwa einen Kilometer breit war und in seiner Längsausdehnung von Ostsüdost nach Westnordwest knapp drei Kilometer maß. Er merkte in diesem Zusammenhang an, dass der See im Kartenwerk annähernd die gleiche Größe habe wie das Zwischenahner Meer. Allerdings war er selbst der Ansicht, dass der See – „falls er überhaupt vorhanden war“ – lediglich von „bescheidenem Umfang“ gewesen sein kann. Eine genaue Lokalisierung war ihm nicht möglich. Er schrieb, dass es zwischen Delme und Varlebach zwar einige kleine Schlatte und Tümpel gäbe, diese aber weder untereinander noch mit dem Varlebach in Verbindung zu bringen seien. Gleichzeitig wies er darauf hin, dass das am Varlebach gelegene Wiesenland oberhalb von Heiligenrode bei genügender Aufstauung des Baches Raum für eine „nicht unbeträchtliche Wasserfläche“ bieten würde. Nur dort erschien ihm eine mögliche Verortung des Sees erklärbar.
Der Heimatforscher Ralf Schauland aus Brinkum befasst sich seit 2009 mit dem Witten-See. Er geht davon aus, dass der vermutlich ohnehin sehr flache See gegen Ende des 18. Jahrhunderts zunehmend verlandete und schließlich im Rahmen von Meliorationsprojekten und Gebietsreformen gänzlich verschwand. Schauland glaubt, dass das Gewässer in etwa von den Ortschaften Stühren, Kirchseelte, Gräfinghausen und Katenkamp eingefasst war. In jenem Gebiet befindet sich seinen Angaben zufolge auch heutzutage noch eine Senke, und anhand von Daten des Landesamtes für Geoinformation und Landesvermessung Niedersachsen stellte er fest, dass der dortige Untergrund eine äußerst geringe Permeabilität besitzt und gut Wasser halten kann.